# 河庄路站
河庄路站是杭州地铁8号线的一个站点，位于中华人民共和国浙江省杭州市钱塘区河庄街道河景路与河庄路交叉口。2021年6月28日随8号线开通。

## 结构
车站为地下二层岛式站台，沿河景路东西向布置。车站有效站台宽度12.6米，站后设交叉渡线兼停车线，总建筑面积30580平方米，设有3个出入口。

### 楼层分布
| 1层  | 地面               | 出入口                                     |  |  |
| -1层 | 站厅               | 自动售票机、客服中心、安检通道、车站控制室 |  |  |
| -2层 |                    | █ 8号线 往文海南路（桥头堡）               |  |  |
|      | 岛式站台，左侧开门 |                                            |  |  |
|      |                    | █ 8号线 往新湾路（青西三路）               |  |  |